# Lago Pomar
El lago Pomar es un cuerpo de agua superficial ubicado al sur de la isla Grande de Tierra del Fuego, en la comuna de Puerto Williams, Provincia Antártica Chilena, de la Región de Magallanes, Chile.

## Ubicación y descripción
El lago está ubicado inmediatamente al norte del canal Pomar que bordea la isla O'Brien.